# Journal of the American Academy of Child and Adolescent Psychiatry
Das Journal of the American Academy of Child and Adolescent Psychiatry, abgekürzt  J. Am. Acad. Child Adolesc. Psychiatr., ist eine wissenschaftliche Fachzeitschrift, die vom Elsevier-Verlag im Auftrag der American Academy of Child and Adolescent Psychiatry veröffentlicht wird. Die Zeitschrift wurde 1962 unter dem Namen Journal of the American Academy of Child Psychiatry gegründet und erhielt 1987 den derzeitigen Namen; sie erscheint mit zwölf Ausgaben im Jahr. Es werden Arbeiten veröffentlicht, die sich mit psychiatrischen Fragestellungen bei Kindern und Jugendlichen beschäftigen.
Der Impact Factor lag im Jahr 2014 bei 7,26. Nach der Statistik des ISI Web of Knowledge wird das Journal mit diesem Impact Factor in der Kategorie Pädiatrie an erster Stelle von 119 Zeitschriften und in der Kategorie Psychiatrie an zehnter Stelle von 140 Zeitschriften geführt.